# 雜色俯海鯰
雜色俯海鯰為輻鰭魚綱鯰形目海鯰科的其中一種，分布於南美洲法屬圭亞那淡水流域，體長可達29公分，棲息在底層水域，屬肉食性，生活習性不明，可做為食用魚。

## 擴展閱讀
維基物種上的相關：雜色俯海鯰